# Małgorzata Golicka-Jabłońska
Małgorzata Golicka-Jabłońska (ur. 13 grudnia 1944 w Żyrardowie) – polska reporterka i etnografka.

## Życiorys
Ukończyła studia na Wydziale Filozoficzno-Historycznego Uniwersytetu Łódzkiego, po których pracowała pisząc dla dzienników i tygodników. W stanie wojennym została zwolniona z pracy przez Komisję Weryfikacyjną po czym współpracowała z Duszpasterstwem Środowisk Twórczych w Łodzi oraz ze Stowarzyszeniem Dziennikarzy Polskich.
Na przestrzeni lat współpracowała z wieloma tygodnikami i miesięcznikami, kolejno: „Odgłosy” (1979–1981), „Gość Niedzielny” (1984–1994), „Kalejdoskop” (1987–1992), „Ten Ton” (1992), „Misjonarz” (1986–2006) oraz z Radiem Emaus (1996–1998), a także była członkinią zespołu redakcyjnego „Tygla Kultury” (od 1996) oraz „Kroniki Miasta Łodzi” (od 2003). W latach 1996–2002 wykładała w Wyższej Szkole Projektowania i Reklamy.
Od 1966 należy do Polskiego Towarzystwa Ludoznawczego, a od 1989 do Stowarzyszenia Pisarzy Polskich. W latach 1969–2018 była członkinią Stowarzyszenia Dziennikarzy Polskich, a także należała do Pracowni Reportażu w Łodzi oraz do zespołu tłumaczy i autorów haseł polskiego wydania Encyklopedii Brytyjskiej (t. I – 1997).

### Życie prywatne
Była żoną Michała Jabłońskiego (1920–2008) – profesora nauk technicznych.

## Publikacje

### Książki
- Wyspa sercu podobna – wspólnie z Michałem Jabłońskim (1985);
- Misjonarskie szlaki (1987);
- Na australijskiej ziemi (1987);
- Pątniczym szlakiem przez Egipt (1990);
- Pokój dla Jerozolimy (1994);
- Ojciec Stefan SJ (2006);
- Miałem ciekawe życie. Opowieści o prof. Michale Jabłońskim (2009 – I wyd., 2010 – II wyd.);
- Tak trzeba (2013),
- Zapomniany misjonarz (2016 – I wyd., 2017 – II wyd.);
- Nauka była  ich  przeznaczeniem (2016);
- Czuję siłę tradycji Małgorzata Golicka -Jabłońska pyta. Marcin Piotrowski odpowiada (2021)[1].

### Tłumaczenia
- Siostra Emanuela Paula Dreyfusa (1991, wraz z Michałem Jabłońskim),
- W domu na całym świecie. Listy Thomasa Mertona do Rosemary R. Ruether (1997)[1].

## Odznaczenia
- Medal Komisji Edukacji Narodowej (1973),
- Srebrny Krzyż Zasługi (1978),
- Odznaka „Zasłużony Działacz Kultury” (2001),
- Medal za Zasługi w Walce o Niepodległość Polski i Prawa Człowieka 13 XII 1981 – 4 VI 1989 (2001)[4],
- Odznaka honorowa „Zasłużony dla Kultury Polskiej” (2006),
- Brązowy medal „Zasłużony Kulturze Gloria Artis” (2006)[1].

## Nagrody
- Nagroda prezydenta miasta Łodzi „za wkład w rozwój kultury miasta i książkę Ojciec Stefan SJ” (2006)[1].

## Stypendia
- Stypendium Ekumenicznego Instytutu Tantur w Jerozolimie (1992),
- Stypendium Międzynarodowego Centrum Dialogu w Aarhus w Danii (1993, 1994),
- Stypendium Institute for Future Educatiion of Jurnalists FOJO Kalmar University w Szwecji (1996).
- Stypendium Ministra Kultury i Dziedzictwa Narodowego (2012)[1].